# Neuwiller-lès-Saverne
Neuwiller-lès-Saverne (deutsch Neuweiler) ist eine französische Gemeinde mit 1105 Einwohnern (Stand 1. Januar 2021) im Département Bas-Rhin in der Region Grand Est (bis 2015 Elsass).

## Geographie
Neuwiller liegt etwa 10 Kilometer nördlich von Saverne und 35 Kilometer nordwestlich von Straßburg. Die Gemarkung der Gemeinde gehört zum Regionalen Naturpark Vosges du Nord, dem französischen Teil des Biosphärenreservats Pfälzerwald-Vosges du Nord.

## Geschichte

### Mittelalter
Neuweiler wurde von den Herren von Lichtenberg 1298 erworben, als es ihnen vom Bischof von Metz verpfändet, dann aber nie wieder ausgelöst wurde. Später wurde das Pfand in ein Lehen des Bischofs von Metz umgewandelt. Die Herren von Lichtenberg besaßen auch die Vogtei über die Abtei Neuweiler. Neuweiler gehörte im 13. Jahrhundert zunächst zum Amt Buchsweiler der Herrschaft Lichtenberg. 1335 wurde eine Landesteilung zwischen der mittleren und der jüngeren Linie des Hauses Lichtenberg durchgeführt. Neuweiler fiel dabei an die Nachkommen des früh verstorbenen Johann III. von Lichtenberg, die die mittlere Linie des Hauses begründeten. 1337 erhielt Neuweiler Stadtrecht, und zwar das von Hagenau. Zu Beginn des 15. Jahrhunderts wurde das Amt Neuweiler aus dem Amt Buchsweiler ausgegliedert und die Stadt namensgebend für das neue Amt.
Nach dem Tod des letzten Lichtenbergers 1480, Graf Jakob, wurde die Herrschaft geteilt und das Amt Neuweiler fiel zunächst an Zweibrücken-Bitsch.

### Neuzeit
Allerdings kam es 1570 zu einem weiteren Erbfall, der das Amt Neuweiler nun zur Grafschaft Hanau-Lichtenberg brachte. Die Grafen von Hanau-Lichtenberg führten ab der Mitte des 16. Jahrhunderts die Reformation in ihrer Grafschaft ein, die nun lutherisch wurde.
Durch die Reunionspolitik Frankreichs fielen um 1680 die im Elsass gelegenen Teile der Grafschaft Hanau-Lichtenberg unter die Oberhoheit Frankreichs, so auch Stadt und Amt Neuweiler.
1736 starb mit Graf Johann Reinhard III. der letzte männliche Vertreter des Hauses Hanau. Aufgrund der Ehe seiner einzigen Tochter, Charlotte (* 1700; † 1726), mit dem Erbprinzen Ludwig (VIII.) (* 1691; † 1768) von Hessen-Darmstadt fiel die Grafschaft Hanau-Lichtenberg nach dort. Als Folge der Französischen Revolution fiel dann der linksrheinische Teil der Grafschaft Hanau-Lichtenberg – und damit auch Neuweiler – an Frankreich.
1795 kaufte der Offizier Henri-Jaques Guillaume Clarke (1768–1818) die ehemalige Probstei in Neuwiller. Unter  Napoleon Bonaparte stieg er zum General und schließlich zum Marschall von Frankreich auf. Nach Napoleons Sturz zog er sich nach Neuwiller zurück. Auf dem Friedhof steht sein Mausoleum.
Unter deutscher Besatzung wurden 1940 die im Ort verbliebenen Juden nach Südfrankreich deportiert. Nach Angaben von Yad Vashem kamen neun ehemalige jüdische Einwohner während der Zeit des Nationalsozialismus ums Leben.

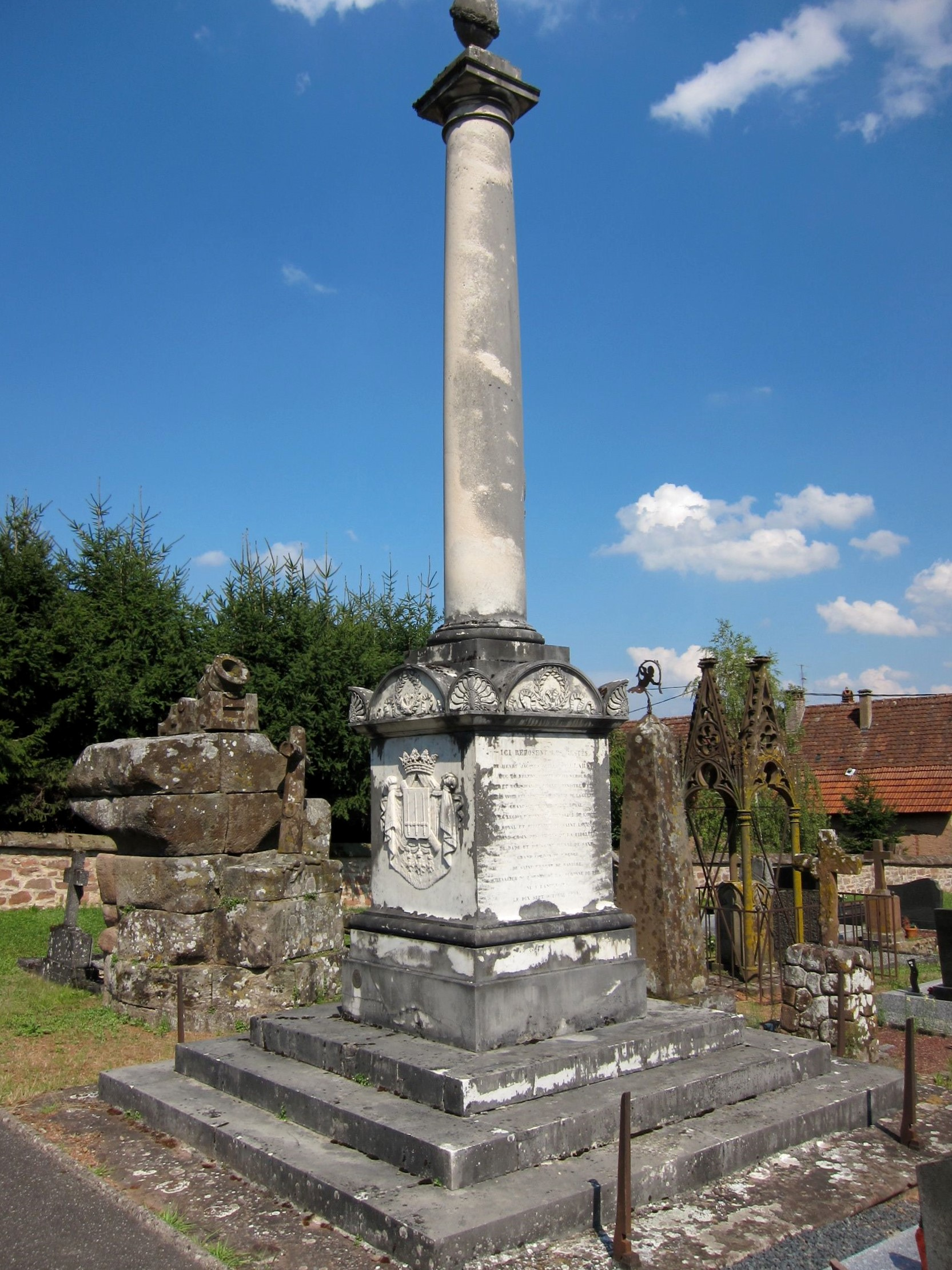
Neuwiller-lès-Saverne Grabmal des Generals Henri Clarke

### Bevölkerungsentwicklung
| Jahr      | 1798 | 1962 | 1968 | 1975 | 1982 | 1990 | 1999 | 2004 | 2012 | 2017 |
| --------- | ---- | ---- | ---- | ---- | ---- | ---- | ---- | ---- | ---- | ---- |
| Einwohner | 1332 | 1201 | 1206 | 1115 | 1059 | 1166 | 1146 | 1134 | 1132 | 1113 |

## Sehenswürdigkeiten
- Die um 720 gegründete ehemalige Abteikirche St. Peter und Paul gehörte zu einem der ältesten Klöster am Oberrhein. Dieses wurde in seinen ersten Jahren unter anderem vom Heiligen Pirminius geleitet. Die Kirche zählt zu den künstlerisch wertvollsten und stilistisch vielfältigsten des Elsass. Sie weist eine karolingische Krypta (8. Jahrhundert), romanische Kapellen (11. Jahrhundert), einen Chor und ein Querhaus im Übergangsstil zur Gotik (spätes 12. Jahrhundert), ein rein gotisches Langhaus (13. Jahrhundert) und eine klassizistische Fassade mit Turm (1768) auf. Die Überreste des Klostergebäudes (Kapitelsaal, ein Flügel des Kreuzgangs) sind gotischen Stils (13. Jahrhundert). Die Ausstattung ist sehr reichhaltig (mittelalterliche Grabdenkmäler und die Adelphus-Teppiche aus den Jahren um 1470 mit Darstellungen aus dem Leben und der Wundertätigkeit des heiligen Adelphus von Metz in den Kapellen; Taufstein, Kanzel, Adelphischrein, Orgel, Heiliges Grab im Kirchenschiff). Auch die Portale und Fensterrosen sind bemerkenswert gestaltet und verziert. Nördlich der Kirche sind archäologische Reste weiterer Gebäude der Klosteranlage zu sehen.
- Die heute protestantische Kirche St. Adelphus wurde 1200 bis 1225 im Übergangsstil von Romanik zu Gotik erbaut. Sie imponiert durch ihre kraftvolle Westfassade und ihr schlichtes Inneres. Der Chor der Kirche wurde im 19. Jahrhundert abgetragen, der bis dahin das Reliquiar und die Adelphus-Teppiche mit der Darstellung des Lebens des Heiligen Adelphus von Metz enthielt und durch eine flache Wand ersetzt.
- Die Burg Herrenstein (Ruine) wurde Anfang des 13. Jahrhunderts durch die Grafen von Dagsburg errichtet. Im 16. Jahrhundert wurde sie durch den elsässischen Militärarchitekten Daniel Specklin zur Festung umgebaut.
- Ehemalige Synagoge, erbaut 1875, und jüdischer Friedhof, angelegt 1877

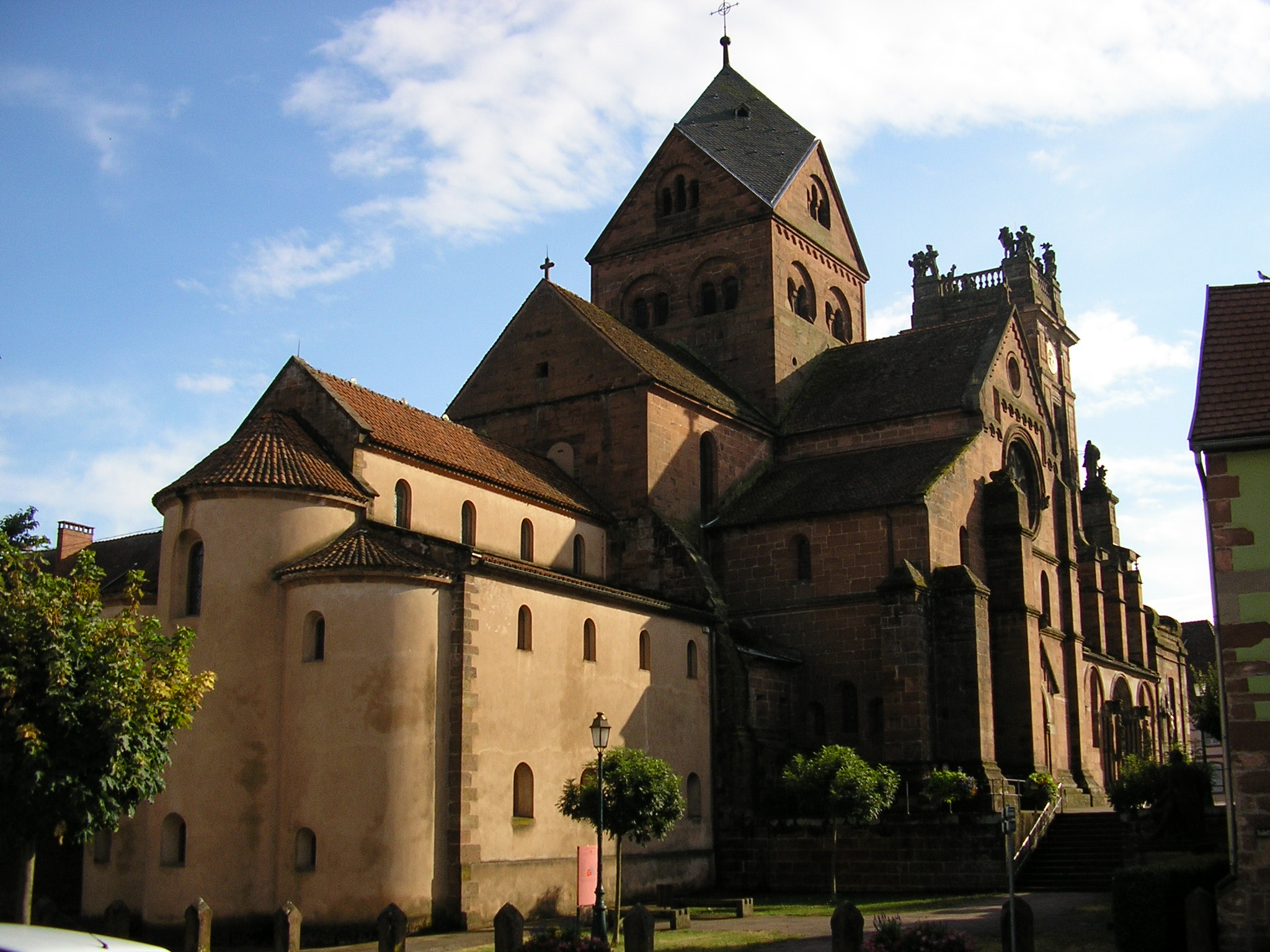
Kirche St. Peter und Paul, Doppelkapelle und Querhaus mit Vierungsturm
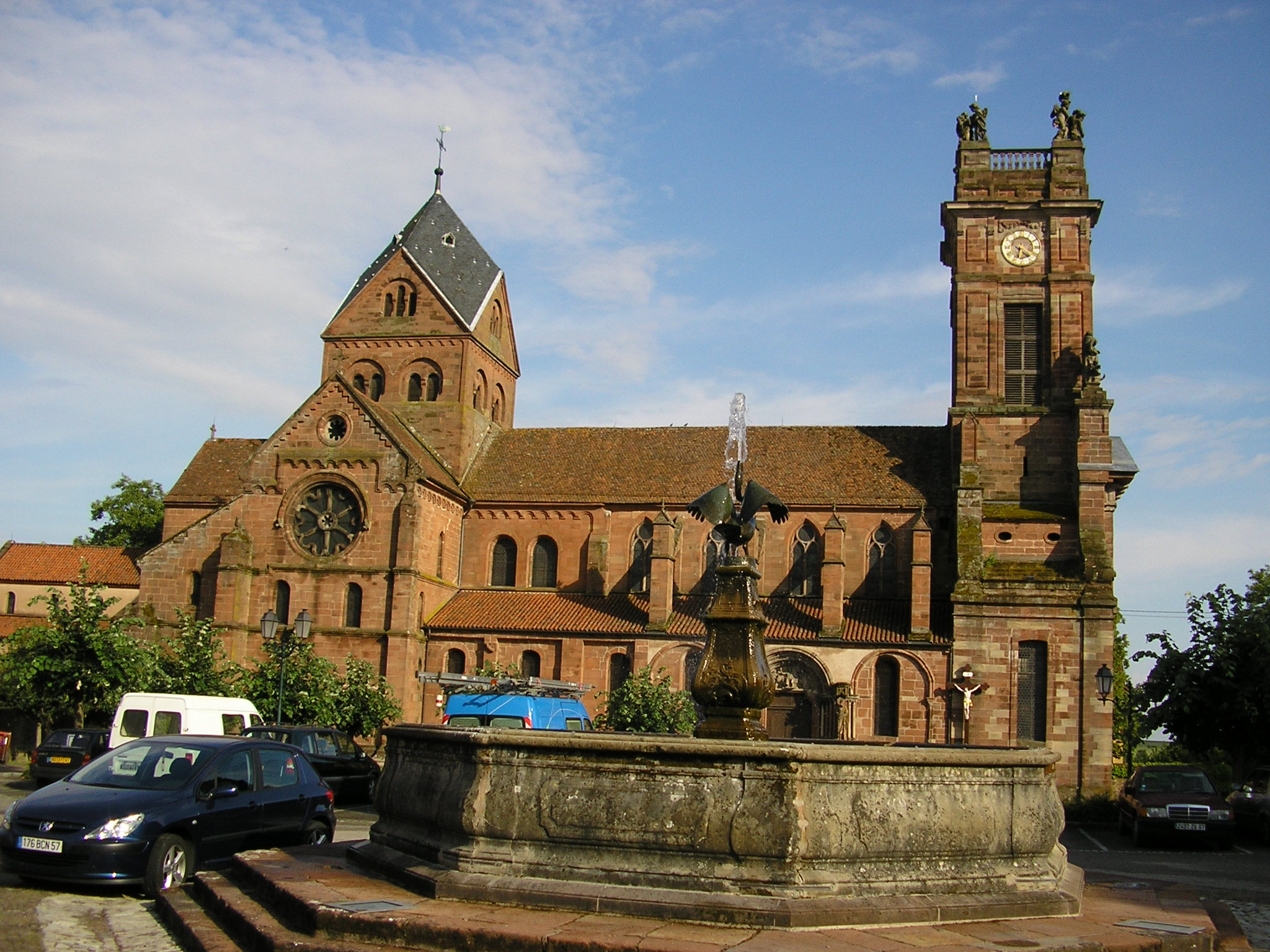
Kirche St. Peter und Paul, Ansicht der Nordseite
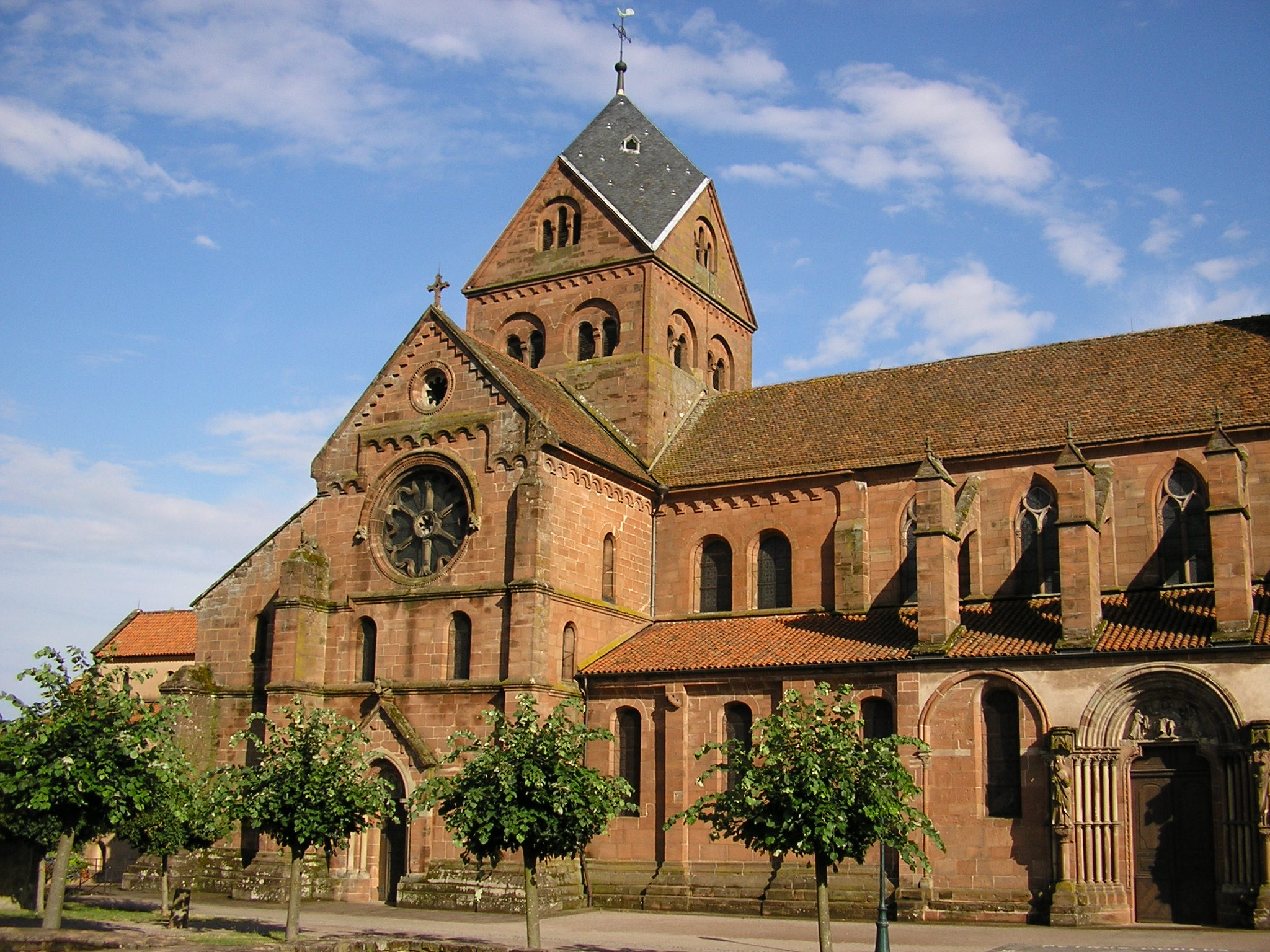
Kirche St. Peter und Paul, nördliches Querhaus
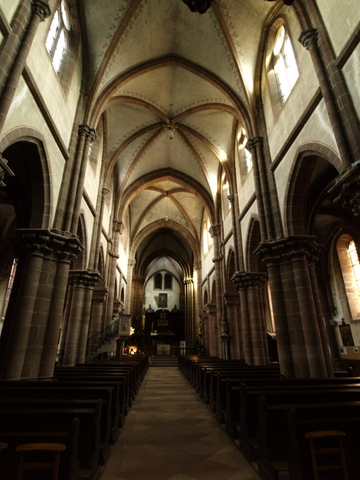
Kirche St. Peter und Paul, Innenansicht
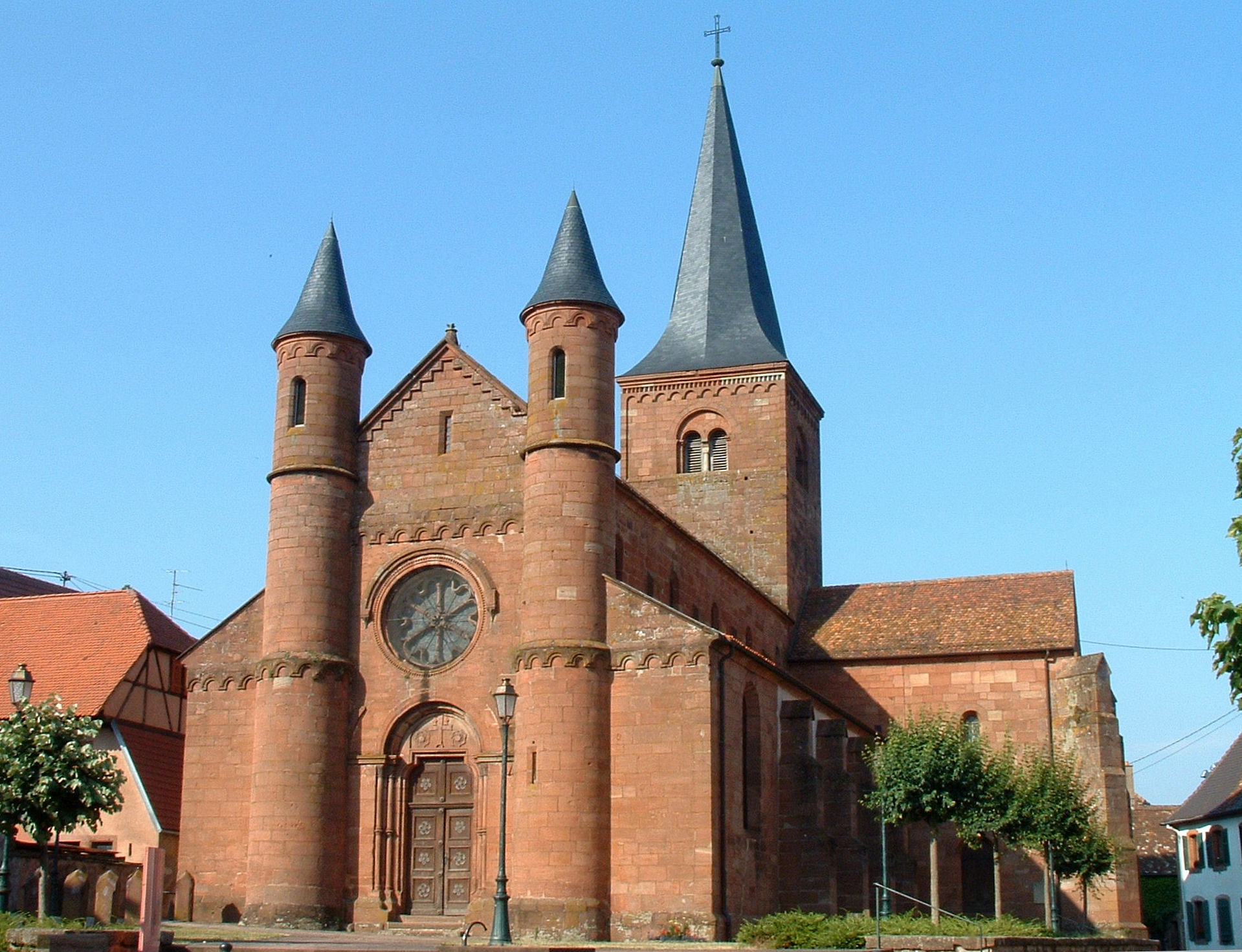
Kirche St. Adelphe, Westfassade

## Persönlichkeiten
- Franz Joseph Harbaur (1776–1824), Mediziner und Hochschullehrer